# Pablo Arosemena Marriott
Pablo Arosemena Marriott (Guayaquil, siglo XX) es un economista y empresario ecuatoriano. Fue ministro de Economía y Finanzas del Ecuador, desde julio de 2022 hasta noviembre de 2023, y gobernador del Guayas, entre 2021 y 2022; ambos cargos en el gobierno de Guillermo Lasso.

## Biografía
Realizó estudios en Economía, con especialización en Gestión Empresarial, en la Universidad de Especialidades Espíritu Santo (2001-2002), donde se graduó de economista.
También tiene una maestría en Acción Política (2003-2004), por la Universidad Francisco de Vitoria y en la Universidad Rey Juan Carlos.
Obtuvo el doctorado en Economía (2008-2012), por la Esade (Argentina).
Cuenta con una maestría en Finanzas (2016-2017), por la Universidad Adolfo Ibáñez (Chile) y en la Esade Business School (España).

### Trayectoria
Se desempeñó como presidente del directorio de la Cámara de Comercio de Guayaquil, entre mayo de 2014 y enero de 2021.
Fue presidente de la Federación de Cámaras de Comercio del Ecuador, desde 2014 a 2016.
También dirigió el directorio del Instituto de Desarrollo Profesional, entre 2014 y 2021.

## Vida política
Fue asesor económico de Guillermo Lasso, cuando era candidato presidencial, entre 2010 y 2017.

### Gobernador del Guayas
El 15 de septiembre de 2021, fue nombrado por el presidente Guillermo Lasso, como Gobernador del Guayas.
En este cargo, tuvo que vivir las masacres de la Penitenciaría de Guayaquil, en septiembre y noviembre de 2021.

### Ministro de Estado
El 5 de julio de 2022, fue nombrado y posesionado por el presidente Lasso, como ministro de Economía y Finanzas del Ecuador.
Tras su posesión dio a conocer un Plan Económico de la Reactivación, que tiene tres ejes: Asegurar el gasto social, bajar el costo de vida y construcción de obra pública.
En diciembre de 2022, el ministerio de Economía pagó deudas pendientes relacionadas con los Municipios. Arosemena resaltó, que significa una inyección de recursos en los distintos cantones que permite dinamizar la microeconómica nacional.
En febrero de 2023, presentó el Plan de Inversión 2023, que estará enfocado en aumentar la obra pública, la inversión social y la inversión en seguridad.